# Körpergeruchsprobe

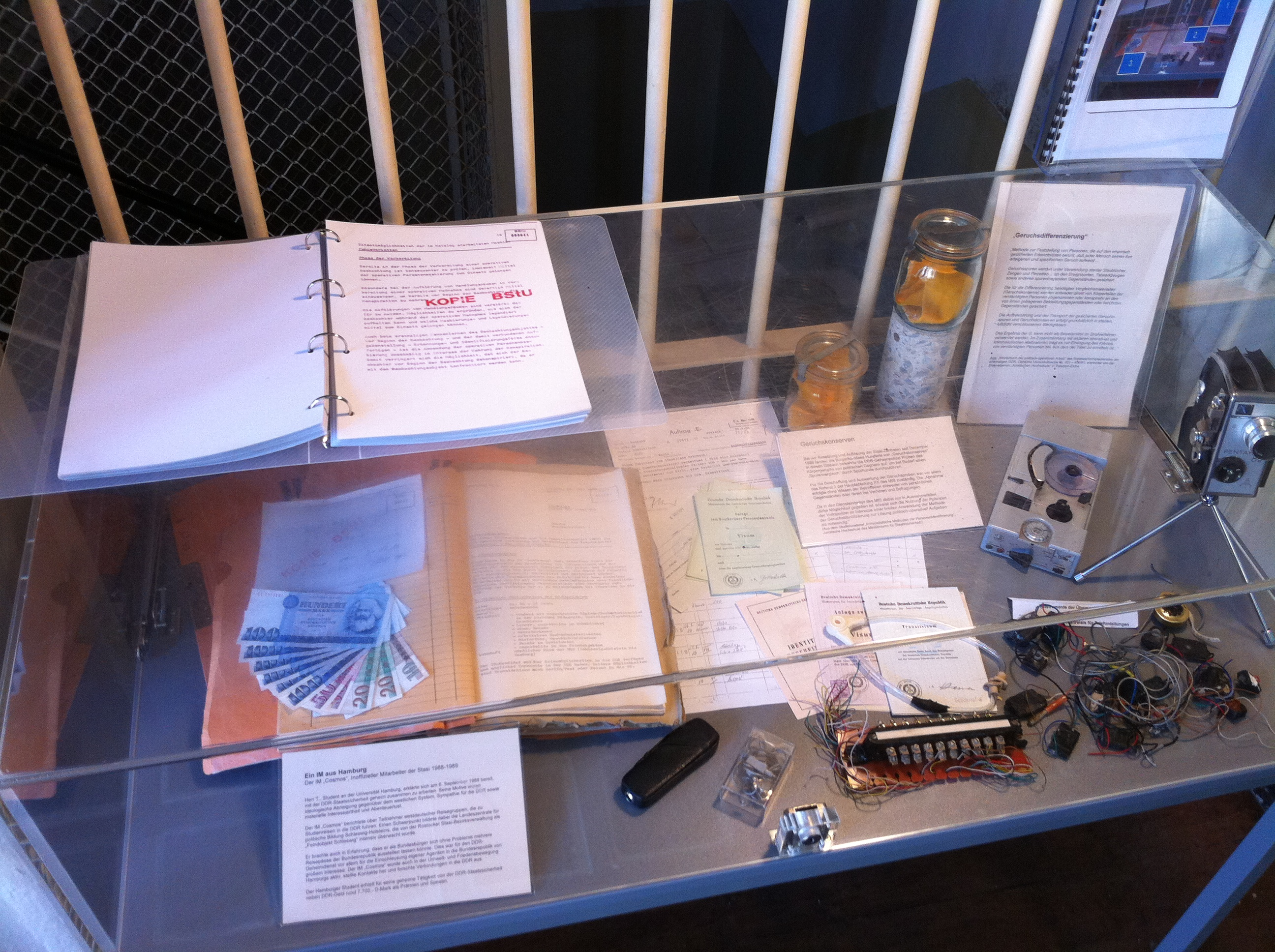
Schauvitrine mit Utensilien des Ministeriums für Staatssicherheit; u. a. mit Geruchskonserven

Körpergeruchsproben sind eine selten genutzte Form der Spur in der Kriminalistik. Die Geruchsprobe kann als indirekter Beweis, ein sogenannter Indizienbeweis, dienen. Neben der Strafverfolgung dienen Geruchsproben der Rekonstruktion von Tatvorgängen oder der Suche nach vermissten Personen (siehe auch Fährtenarbeit).

## Bedeutung und Vorgehen
Ihre technische Bedeutung hat mit der Entwicklung anderer Erkennungsdienstlicher Methoden wie z. B. der Videoüberwachung und dem Genetischen Fingerabdruck an praktischer Bedeutung verloren. Der Sprecher der Bundesanwaltschaft nannte den Beweiswert der Geruchsproben ungeklärt, „Einen Beweiswert im klassischen Sinn haben sie nicht. Wir sind aber der Meinung, dass sie einen Indizwert hat und in eine Gesamtwürdigung eingestellt werden kann“.
Das Wiedererkennen des Geruchs durch einen Diensthund kann Hinweise auf eine mögliche Beteiligung an einer Straftat geben. Die Probe wird mit einem langen Metallrohr abgenommen, auf das die Betroffenen drücken und so Hautschuppen am Rohr haften bleiben. Daraufhin werden die Proben mit bereits vorhandenen Asservaten auf Körpergeruch abgeglichen.

## Verwendung in der DDR
Die Volkspolizei der DDR entwickelte ab den 1970er Jahren die Methode der Geruchsdifferenzierung, für welche die Gerüche von Objekten am Tatort sowie Körpergerüche von verdächtigen Personen abgenommen und konserviert wurden. Das geschah mittels steriler Stofftücher, die in Gläsern luftdicht verschlossen aufbewahrt wurden. Speziell ausgebildete Differenzierungshunde waren in der Lage, diese Gerüche zu vergleichen. Das Verfahren wurde auch vom Ministerium für Staatssicherheit angewandt. Ende der 1980er Jahre baute das MfS dafür Geruchsarchive über Dissidenten auf. Es wurden laut dem Wörterbuch der politisch-operativen Arbeit Geruchsspuren „entweder direkt von Körperteilen der verdächtigen Personen abgenommen oder konspirativ an den von ihnen getragenen Bekleidungsgegenständen oder berührten Gegenständen gesichert.“ Eine Dienstanweisung des DDR-Innenministeriums aus dem Jahr 1981 weist darauf hin, dass die Kriminalpolizei der DDR ebenfalls Proben von Kriminellen anlegte. Als Beweismittel wurden die Geruchskonserven nicht verwendet. In einem Stasidokument dazu heißt es, die Geruchsdifferenzierung sei nur „zur Einengung des Kreises von verdächtigen Personen“ geeignet.

## Diskussion im Frühjahr 2007
Vor diesem Hintergrund kritisierten Politiker von SPD, Grünen und FDP, das Abnehmen von Geruchsproben von G8-Gegnern als „Polizeistaats“- und „Stasi-Methoden“. Der CDU-Abgeordnete Wolfgang Bosbach sprach in diesem Zusammenhang von einer „kuriosen Veranstaltung“.
Es wurde spekuliert, dass möglicherweise in der Amtszeit von Wolfgang Schäuble (CDU) als Bundesinnenminister Körpergeruchsproben von Personen ohne deren Einwilligung genommen würden, die von einer Behörde verdächtigt werden, in Zukunft eine Straftat zu begehen. Unklar ist neben dem Nutzen die rechtliche Grundlage einer möglichen „Vorratsdatenspeicherung“ des Körpergeruchs. Die Beauftragte für Stasiunterlagen, Marianne Birthler, kritisierte die Aktion in der Sächsischen Zeitung „Es sei eines Rechtsstaats unwürdig, heimlich intimste Daten seiner Bürger zu sammeln und zu speichern“, sie fühle sich an das Kuriosenkabinett der Stasi erinnert. Der CDU-Innenpolitiker Clemens Binninger sagte in der Welt „das Unverständnis, das mit Methoden wie der Entnahme von Geruchsproben ausgelöst werde, wiege viel schwerer als ein möglicher Nutzen“.